# Storbritanniens Davis Cup-lag
Storbritanniens Davis Cup-lag styrs av brittiska tennisförbundet och representerar Storbritannien i tennisturneringen Davis Cup, tidigare International Lawn Tennis Challenge. Storbritannien debuterade i sammanhanget premiäråret 1900 då man som "Brittiska öarna" förlorade mot USA.
2015 vann Storbritannien, efter finalseger över Belgien, turneringen för första gången sedan 1936.

### Fotnoter
1. ↑  ”Storbritannien bröt 79-årig förbannelse – vann Davis Cup”. Sveriges Radio. 29 november 2015. http://sverigesradio.se/sida/gruppsida.aspx?programid=179&grupp=6483&artikel=6314096. Läst 29 november 2015.